# آردولو
آردولو (به فرانسوی: Ardelu) یک کمون در فرانسه است که در اور-ا-لوآر واقع شده‌است. آردولو ۴٫۰۷ کیلومتر مربع مساحت دارد ۱۴۶ متر بالاتر از سطح دریا واقع شده‌است.